# Kamila Darda
Kamila Darda (ur. 16 marca 1986 w Giżycku) – polska piłkarka, grająca na pozycji obrońcy. 

## Kariera
Grę w piłkę zaczynała w gimnazjum w Giżycku. Po zakończeniu edukacji w gimnazjum nauczyciel zaproponował jej możliwość dalszego trenowania piłki nożnej, która jednak wiązałaby się z nauką w liceum w innym mieście. Kamila zdecydowała się na Konin, gdzie zaczęła grać w tamtejszym Medyku. Po ukończeniu szkoły średniej rozpoczęła studia na krakowskim AWF-ie i przeszła do Podgórza Kraków. Latem 2007 przeszła do RTP Unii Racibórz. Trzy lata później opuściła zespół, gdyż znalazła pracę w Krakowie, gdzie ma zamiar zamieszkać. Na koncie sukcesów posiada dwukrotne mistrzostwo Polski (2008/09, 2009/10) oraz, również dwukrotne halowe mistrzostwo Polski (2008, 2009), zdobywane z RTP Unią Racibórz. Wystąpiła również w czterech spotkaniach reprezentacji Polski U-19.